# George A. Marshall

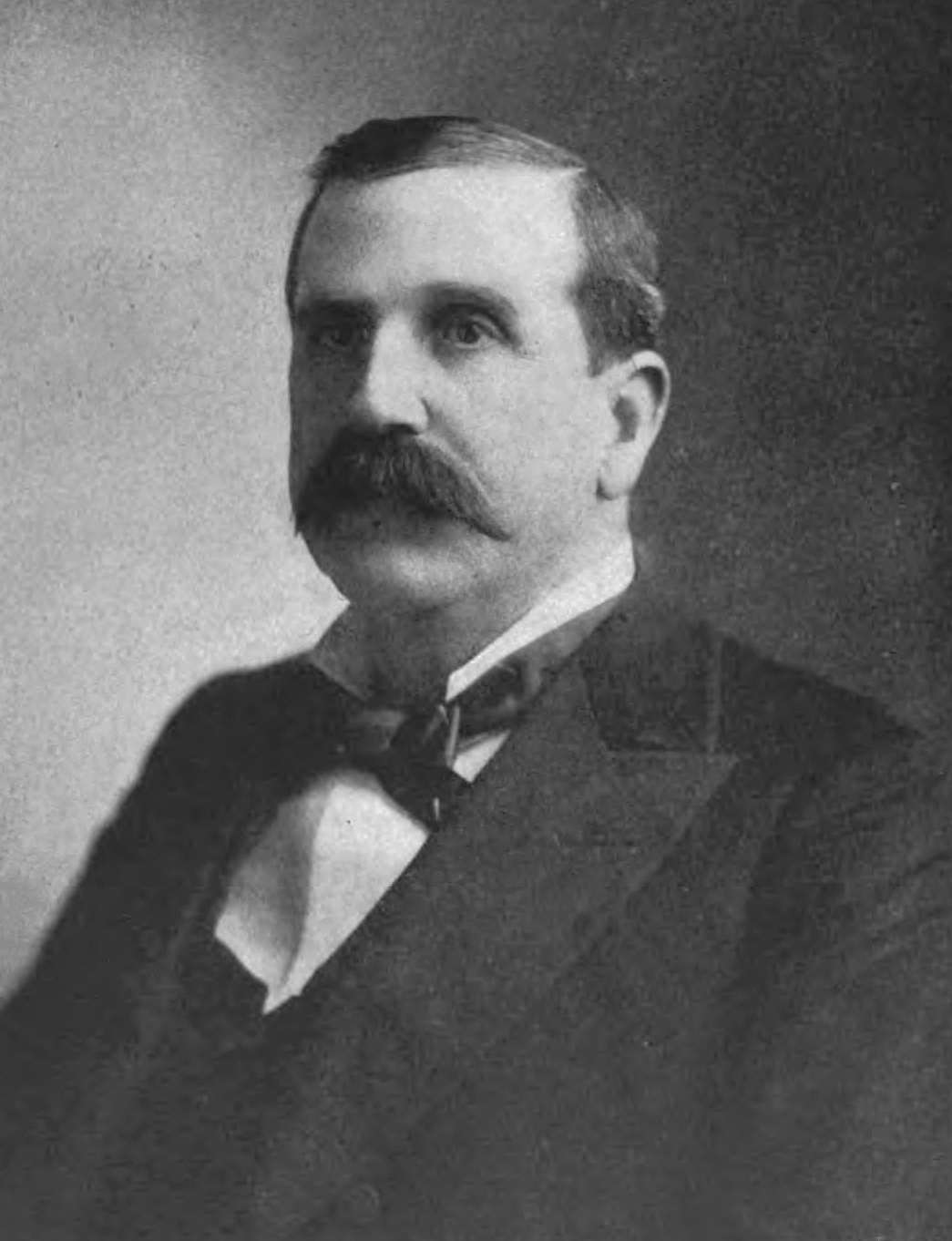
George A. Marshall (1899)

George Alexander Marshall (* 14. September 1851 bei Sidney, Ohio; † 21. April 1899 ebenda) war ein US-amerikanischer Politiker. Zwischen 1897 und 1899 vertrat er den Bundesstaat Ohio im US-Repräsentantenhaus.

## Leben
George Marshall besuchte die öffentlichen Schulen seiner Heimat und danach die Ohio Wesleyan University in Delaware. Nach einem anschließenden Jurastudium und seiner 1876 erfolgten Zulassung als Rechtsanwalt begann er in Sidney in seinem neuen Beruf zu arbeiten. Zwischen 1878 und 1886 amtierte er als Staatsanwalt im Shelby County.
Bei den Kongresswahlen des Jahres 1896 wurde Marshall als Kandidat der Demokratischen Partei im vierten Wahlbezirk von Ohio in das US-Repräsentantenhaus in Washington, D.C. gewählt, wo er am 4. März 1897 die Nachfolge von Fernando C. Layton antrat. Da er im Jahr 1898 auf eine weitere Kandidatur verzichtete, konnte er bis zum 3. März 1899 nur eine Legislaturperiode im Kongress absolvieren. In diese Zeit fiel der Spanisch-Amerikanische Krieg von 1898.
George Marshall starb nur wenige Wochen nach dem Ende seiner Zeit im US-Repräsentantenhaus am 22. April 1899 in seiner Heimatstadt Sidney.